# Eva Mazzocchi
Eva Mazzocchi (Piacenza, 7 agosto 1992) è una pallavolista italiana.
Gioca nel ruolo di libero nel River Volley Piacenza.

## Carriera
La carriera di Eva Mazzocchi comincia nel 2001 quando entra a far parte della squadra giovanile del River Volley Piacenza. Nella stagione 2006-07 fa il suo esordio nella pallavolo professionistica, disputando, con la stessa squadra, qualche partita in Serie A1; tuttavia giocherà prevalentemente con la formazione che milita in Serie D. A partire dalla stagione 2008-09 viene promossa in prima squadra, in Serie A2, ottenendo al termine del campionato la promozione in Serie A1.